# تشارلز كالاهان بيركنز
تشارلز كالاهان بيركنز (بالإنجليزية: Charles Callahan Perkins)‏ هو مؤرخ الفن ونقاش أمريكي، ولد في 1 مارس 1823 في بوسطن في الولايات المتحدة، وتوفي في 25 أغسطس 1886 في فيرمونت في الولايات المتحدة.